# Serie A 2017–18
Giải bóng đá vô địch quốc gia Ý 2017–18 (hay còn gọi là Serie A 2017–18) là mùa giải thứ 116 của giải đấu bóng đá hàng đầu Ý. Mùa giải khởi tranh từ ngày 19 tháng 8 năm 2017 đến ngày 20 tháng 5 năm 2018.
Juventus là đương kim vô địch 6 lần liên tiếp. Họ đã bảo vệ thành công chức vô địch để có lần thứ 7 liên tiếp vô địch giải đấu và đây là chức vô địch lần thứ 34 của họ tại giải đấu này.

## Các đội bóng

### Sân vận động và địa điểm
| Đội            | Thành phố | Sân vận động                                             | Sức chứa | Mùa giải 2016–17         |
| -------------- | --------- | -------------------------------------------------------- | -------- | ------------------------ |
| Atalanta       | Bergamo   | Sân vận động Atleti Azzurri d'Italia                     | 21.300   | Thứ 4 tại Serie A        |
| Benevento      | Benevento | Sân vận động Ciro Vigorito                               | 17.554   | Vô địch play-off Serie B |
| Bologna        | Bologna   | Sân vận động Renato Dall'Ara                             | 38.279   | Thứ 15 tại Serie A       |
| Cagliari       | Cagliari  | Sardegna Arena                                           | 16.233   | Thứ 11 tại Serie A       |
| Chievo         | Verona    | Sân vận động Marc'Antonio Bentegodi                      | 38.402   | Thứ 14 tại Serie A       |
| Crotone        | Crotone   | Sân vận động Ezio Scida                                  | 16.547   | Thứ 17 tại Serie A       |
| Fiorentina     | Firenze   | Sân vận động Artemio Franchi                             | 43.147   | Thứ 8 tại Serie A        |
| Genoa          | Genova    | Sân vận động Luigi Ferraris                              | 36.685   | Thứ 16 tại Serie A       |
| Hellas Verona  | Verona    | Sân vận động Marc'Antonio Bentegodi                      | 38.402   | Thứ 2 tại Serie B        |
| Internazionale | Milano    | San Siro                                                 | 80.018   | Thứ 7 tại Serie A        |
| Juventus       | Torino    | Sân vận động Allianz                                     | 41.507   | Vô địch Serie A          |
| Lazio          | Roma      | Sân vận động Olimpico                                    | 70.634   | Thứ 5 tại Serie A        |
| Milan          | Milano    | San Siro                                                 | 80.018   | Thứ 6 tại Serie A        |
| Napoli         | Napoli    | Sân vận động San Paolo                                   | 60.240   | Thứ 3 tại Serie A        |
| Roma           | Roma      | Sân vận động Olimpico                                    | 70.634   | Thứ 2 tại Serie A        |
| Sampdoria      | Genova    | Sân vận động Luigi Ferraris                              | 36.685   | Thứ 10 tại Serie A       |
| Sassuolo       | Sassuolo  | Sân vận động Mapei - Città del Tricolore (Reggio Emilia) | 23.717   | Thứ 12 tại Serie A       |
| SPAL           | Ferrara   | Sân vận động Paolo Mazza                                 | 13.020   | Vô địch Serie B          |
| Torino         | Torino    | Sân vận động Olympic Grande Torino                       | 27.994   | Thứ 9 tại Serie A        |
| Udinese        | Udine     | Dacia Arena                                              | 25.144   | Thứ 13 tại Serie A       |

## Bảng xếp hạng
| VT | Đội               | ST | T  | H  | B  | BT | BB | HS  | Đ  | Giành quyền tham dự hoặc xuống hạng     |
| -- | ----------------- | -- | -- | -- | -- | -- | -- | --- | -- | --------------------------------------- |
| 1  | Juventus (C)      | 38 | 30 | 5  | 3  | 86 | 24 | +62 | 95 | Lọt vào vòng bảng Champions League      |
| 2  | Napoli            | 38 | 28 | 7  | 3  | 77 | 29 | +48 | 91 | Lọt vào vòng bảng Champions League      |
| 3  | Roma              | 38 | 23 | 8  | 7  | 61 | 28 | +33 | 77 | Lọt vào vòng bảng Champions League      |
| 4  | Internazionale    | 38 | 20 | 12 | 6  | 66 | 30 | +36 | 72 | Lọt vào vòng bảng Champions League      |
| 5  | Lazio             | 38 | 21 | 9  | 8  | 89 | 49 | +40 | 72 | Lọt vào vòng bảng Europa League         |
| 6  | Milan             | 38 | 18 | 10 | 10 | 56 | 42 | +14 | 64 | Lọt vào vòng bảng Europa League         |
| 7  | Atalanta          | 38 | 16 | 12 | 10 | 57 | 39 | +18 | 60 | Lọt vào vòng loại thứ hai Europa League |
| 8  | Fiorentina        | 38 | 16 | 9  | 13 | 54 | 46 | +8  | 57 |                                         |
| 9  | Torino            | 38 | 13 | 15 | 10 | 54 | 46 | +8  | 54 |                                         |
| 10 | Sampdoria         | 38 | 16 | 6  | 16 | 56 | 60 | −4  | 54 |                                         |
| 11 | Sassuolo          | 38 | 11 | 10 | 17 | 29 | 59 | −30 | 43 |                                         |
| 12 | Genoa             | 38 | 11 | 8  | 19 | 33 | 43 | −10 | 41 |                                         |
| 13 | Chievo            | 38 | 10 | 10 | 18 | 36 | 59 | −23 | 40 |                                         |
| 14 | Udinese           | 38 | 12 | 4  | 22 | 48 | 63 | −15 | 40 |                                         |
| 15 | Bologna           | 38 | 11 | 6  | 21 | 40 | 52 | −12 | 39 |                                         |
| 16 | Cagliari          | 38 | 11 | 6  | 21 | 33 | 61 | −28 | 39 |                                         |
| 17 | SPAL              | 38 | 8  | 14 | 16 | 39 | 59 | −20 | 38 |                                         |
| 18 | Crotone (R)       | 38 | 9  | 8  | 21 | 40 | 66 | −26 | 35 | Xuống hạng chơi ở Serie B               |
| 19 | Hellas Verona (R) | 38 | 7  | 4  | 27 | 30 | 78 | −48 | 25 | Xuống hạng chơi ở Serie B               |
| 20 | Benevento (R)     | 38 | 6  | 3  | 29 | 33 | 84 | −51 | 21 | Xuống hạng chơi ở Serie B               |

1. 1 2  Internazionale xếp trên Lazio nhờ chỉ số đối đầu tốt hơn: Internazionale 0–0 Lazio, Lazio 2–3 Internazionale.
2. 1 2  Juventus lọt vào vòng bảng Europa League với tư cách nhà vô địch Coppa Italia 2017-18. Tuy nhiên, vì họ đã lọt vào đấu trường châu Âu thông qua vị trí của họ tại giải quốc nội, suất dự dành cho đội vô địch cúp quốc gia được chuyển qua giải quốc nội.
3. ↑  Milan ban đầu bị cấm tham dự các giải đấu châu Âu vì vi phạm luật công bằng tài chính.[14] Họ đã nộp đơn kháng cáo lên Tòa án trọng tài thể thao, và lệnh cấm được bãi bỏ vào ngày 20 tháng 7 năm 2018.[15][16]
4. 1 2  Chievo xếp trên Udinese nhờ chỉ số đối đầu tốt hơn: Chievo 1–1 Udinese, Udinese 1–2 Chievo.